# オフェーリア・マリノブ
オフェーリア・マリノブ（Ofelia Malinov、1996年2月29日 - ）は、イタリアの女子バレーボール選手。ポジションはセッター。イタリア代表。

## 来歴
2013年、ジュニアのイタリア代表として出場した欧州ジュニア選手権で銀メダルを獲得した。2014年にシニア代表に初選出され、同年のワールドグランプリで代表デビューした。2015年の欧州選手権、2016年のリオ五輪世界最終予選などに出場した。2017年からは代表チームで正セッターを務め、ワールドグランプリでの準優勝に大きく貢献し、2018年に開催された世界選手権では銀メダルを獲得し、本大会のベストセッター賞を受賞した。2019年に母国で開催された2020年東京五輪の大陸間予選では3戦全勝し、東京五輪の出場権を獲得した。同年の欧州選手権では銅メダルを獲得した。

## 球歴
- オリンピック - 2021年
- 世界選手権 - 2018年、2022年
- ワールドグランプリ - 2014年、2015年、2016年、2017年
- ネーションズリーグ - 2018年、2019年、2022年
- 欧州選手権 - 2015年、2019年、2021年

## 受賞歴
- 2018年 世界選手権 ベストセッター賞

## 所属クラブ
- Bruel Bassano（2011-2015年）
- Club Italia（2015-2016年）
- イモコ・コネリアーノ（2016-2017年）
- バレー・ベルガモ（2017-2018年）
- サヴィーノ・デルベーネ・スカンディッチ（2018-2022年）
- イル・ビゾンテ・フィレンツェ（2022-2023年）
- キエーリ'76（2023年-）